# Mikio Masuda
Mikio Masuda (jap. 益田 幹夫, Masuda Mikio; * 14. August 1949 in der Präfektur Osaka) ist ein japanischer Jazz- und Fusionmusiker (Piano, Synthesizer, Orgel).
Mikio Masuda war weitgehend Autodidakt und spielte mit 16 Jahren zunächst Bass, bevor er zum Piano wechselte und in verschiedenen Clubs in Osaka auftrat. 1969 zog er nach Tokio und spielte ab den frühen 1970er-Jahren in der japanischen Jazzszene u. a. mit Motohiko Hino, Shunzo Ohno und Terumasa Hino, mit dessen Quartett er 1973 auf dem International New Jazz Meeting auf der Burg Altena gastierte. 1974 nahm er mit Terumasa Hino, Hideo Miyata, Takao Uematsu, Tsutomu Okada und Motohiko Hino sein Debütalbum Trace (East Wind) auf; 1976 folgte die Fusion-orientierte Produktion Mickey's Mouth (u. a. mit Masayoshi Saitoh, Osamu Kawakami, Guilherme Franco).
In den folgenden Jahren arbeitete er außerdem mit Kohsuke Mine, Hidefumi Toki, Takao Uematsu, Hiroshi Murakami, Kazumasa Akiyama, Kazumi Watanabe und Eri Ohno. In New York spielte er 1978 u. a. mit Anthony Jackson, Bernard Purdie und Sammy Figueroa das Album Corazon ein und arbeitete dort u. a. auch mit David Matthews: Bei zwei weiteren New-York-Aufenthalten entstand 1996 das Trioalbum Black Daffodils (JVC), mit Ron Carter und Lewis Nash, 1998 mit Ron Carter und Grady Tate Blue Dumplings. Im Bereich des Jazz war er zwischen 1972 und 1998 an 46 Aufnahmesessions beteiligt, zuletzt mit Chie Ayado.